# Minnie Rayner
Minnie Rayner (1869–1941) foi uma atriz de cinema britânica.

## Filmografia selecionada
- The Pickwick Papers (1913)
- The Old Curiosity Shop (1921)
- If Youth But Knew (1926)
- The Sleeping Cardinal (1931)
- The Missing Rembrandt (1932)
- The Veteran of Waterloo (1933)
- I Lived with You (1933)
- Excess Baggage (1933)
- This Week of Grace (1933)
- Sometimes Good (1934)
- Barnacle Bill (1935)
- The Triumph of Sherlock Holmes (1935)
- The House of the Spaniard (1936)
- If I Were Rich (1936)
- Dreams Come True (1936)
- Gaslight (1940)
- Old Mother Riley in Society (1940)